# Julio Mercado Illanes

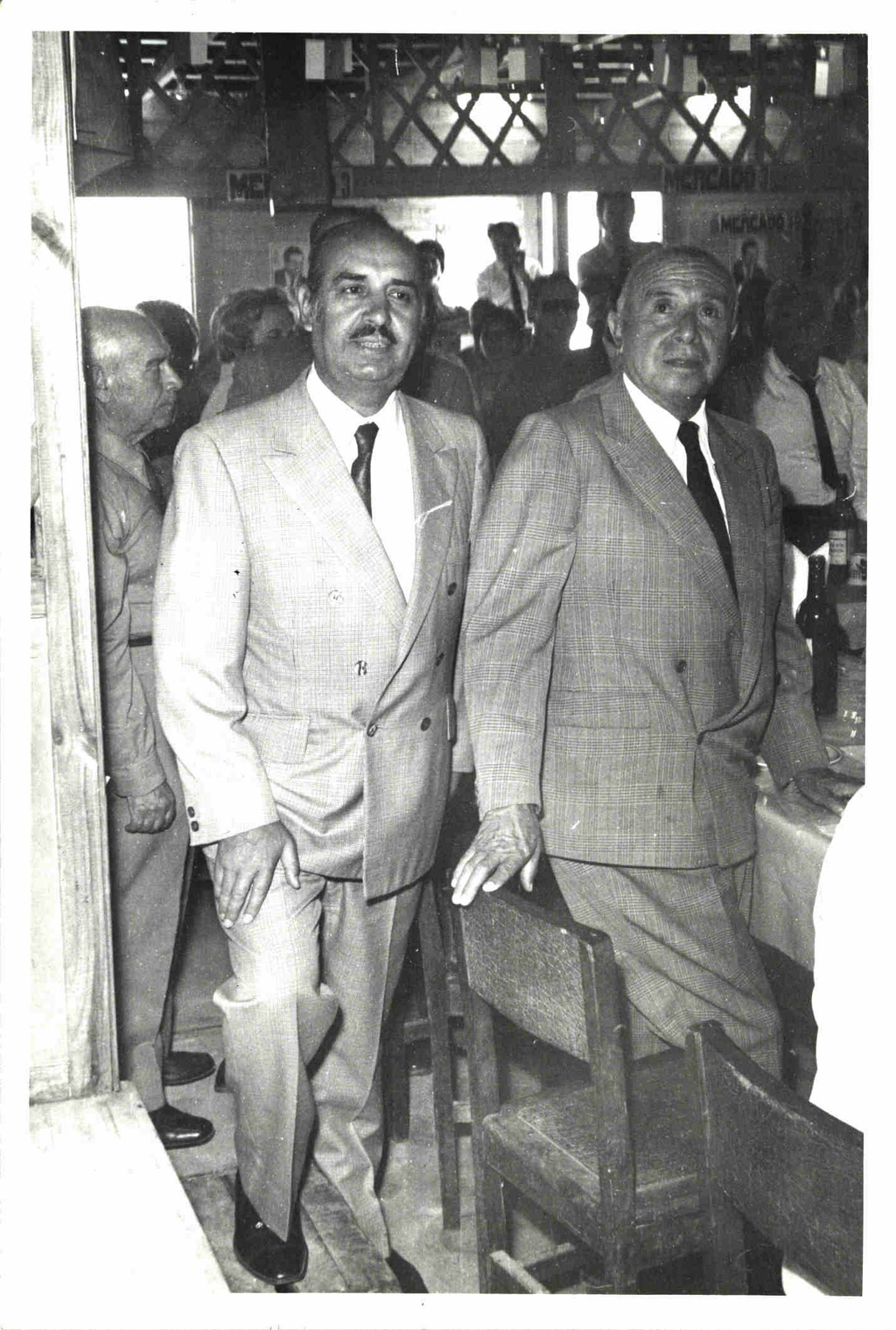
El diputado Julio Mercado Illanes junto al expresidente Gabriel González Videla, quien lo proclamó candidato a senador por las provincias de Atacama y Coquimbo durante la campaña electoral parlamentaria de 1973.

Julio Alberto Mercado Illanes (Vicuña, 14 de enero de 1920-Santiago, 23 de abril de 1994) fue un contador, comerciante y político chileno.

## Biografía
Realizó sus estudios primarios y secundarios en el Liceo de Hombres de La Serena. Posteriormente, ingresó al Instituto Superior de Comercio de Coquimbo, donde se tituló de Contador General en 1939, siendo galardonado el mejor alumno por la Cámara de Comercio.
Ya titulado, trabajó en Gibs Williamson Ltda. Más adelante (1946-1959), estableció oficinas y bodegas de compra y venta de frutos en representación de la Compañía Frutera Sud-Americana. 

## Actividad política

### Inicios
Desde su infancia tenía una inclinación política hacia los radicales. A la edad de doce años se adhirió a la juventud del Partido Radical, llegando a ser presidente de la Asamblea Juvenil de La Serena. 
Posteriormente ingresó a la adulta Radical, permaneciendo hasta 1969. Dentro de esta colectividad ocupó los cargos de: Secretario y Presidente de la Asamblea Radical; Delegado a la Junta Provincial del Partido Radical de Coquimbo; Presidente Provincial de la Juventud y de la Asamblea Adulta de Coquimbo; Vocal de la Junta Provincial de Coquimbo y Delegado a las Convenciones Nacionales del Partido Radical efectuadas en Valdivia, Concepción, La Serena y Santiago (1941-1969), donde se escogía a los candidatos presidenciales del radicalismo.
Fue gobernador del Departamento de Coquimbo (1942-1946) y regidor de la Municipalidad de Coquimbo (1950-1958). Fue dirigente provincial de los Empleados Particulares por la provincia de Coquimbo.

### Gestión parlamentaria
Llegó a la Cámara de Diputados el 8 de abril de 1958, tras ser electo en votación complementaria en reemplazo de Hugo Zepeda Barrios, quien fuera electo senador. En estas elecciones complementarias, realizadas el 2 de marzo de 1958, Mercado obtuvo 16.712 votos contra 13.635 de Roberto Flores Álvarez, del Partido Socialista Popular. Integró la Comisión de Relaciones Exteriores, de Minería e Industrias, de Policía Interior y Reglamento, de Agricultura y Colonización y la Especial de Vivienda.
En 1961 fue elegido diputado por la agrupación departamental de La Serena, Coquimbo, Elqui, Ovalle, Combarbalá e Illapel, la misma que venía ocupando desde 1958. Esta vez en propiedad para el período 1961-1965. Integró esta vez las Comisiones de Policía Interior y Reglamento, de Hacienda, Mixta de Presupuesto, Especial del dólar (1962) y Especial del Sismo (1965). Además, participó de las Comisiones Especiales Investigadoras del Movimiento Huelguístico de Estudiantes Secundarios (1961) y de la Industria del Cobre (1961).
En este período, fue miembro del Comité Parlamentario Radical y viajó a Tacna y Arica a la reunión Interparlamentaria Chileno-Peruana, celebrada en 1965. Ese mismo año, se presentó como candidato a Senador por la 2.ª Agrupación Provincial "Atacama y Coquimbo", no resultando electo. 
El 29 de junio de 1969 fue expulsado del Partido Radical junto a otros militantes, con quienes formó el partido Democracia Radical en noviembre de 1969 junto a otros exmiembros, entre ellos los exsenadores Julio Durán Neumann y Ángel Faivovich Hitzcovich y los exdiputados Raúl Morales Adriasola, Héctor Campos Pérez y Rafael Señoret Lapsley, entre otros. 
Fue elegido Diputado por la agrupación departamental de La Serena, Coquimbo, Elqui, Ovalle, Combarbalá e Illapel, para el período de 1969-1973. Durante su labor, fue miembro del Comité Parlamentario Independiente (1970-1971) y Presidente de la Cámara de Diputados (1969-1970). Entre 1971 y 1972 participó en la Reunión Interparlamentaria Mundial que se desarrolló en Holanda, Alemania, Francia, Italia, y otros países europeos.
Fue autor de la Ley «Que gravó con impuestos a las exportaciones de fierro embarcadas por el puerto de Coquimbo para obras de adelanto de esa comuna» y de la Ley «que declaró Monumento al Mausoleo de Gabriela Mistral en Montegrande». 
En 1973 fue nuevamente candidato a Senador por la 2.ª Agrupación Provincial "Atacama y Coquimbo", no resultando electo.

### Actividad posparlamentaria
No fue un político activamente opositor a la dictadura militar, por lo que no fue perseguido. Incluso la Democracia Radical estuvo del lado del régimen autoritario.
En este período fue presidente de la Asociación de Jubilados del Congreso Nacional, que agrupaba a exfuncionarios y ex parlamentarios y Presidentes de la "Sala de Ex Parlamentarios Radicales", organismo integrado por exsenadores y exdiputados del partido, que asesoraban en ciertos temas al mandato del general Augusto Pinochet, donde también estaba el insigne radical, Gabriel González Videla.
Perteneció y dirigió varias instituciones de carácter sindica, social, cultural y deportivas, en especial del Rotary Club de Coquimbo, en el que por varios años fue su presidente.
Pasó a clandestinidad en 1975, cuando algunos miembros de la Democracia Radical se volcaron contra la Dictadura exigiendo el retorno a la Democracia. Fundó en 1984 el Movimiento de Unidad Radical, con el objeto de reunificar al radicalismo para recuperar la democracia.
Al refundarse el Partido Radical de Chile en el año 1988, ingresó a sus filas en donde trabajó hasta el día de su fallecimiento, el 23 de abril de 1994. Sus cenizas reposan en el valle de Elqui, lugar a donde siempre quiso regresar.

## Historial electoral

### Elecciones municipales de 1947
- Elecciones municipales de 1947, Coquimbo[2]

### Elecciones municipales de 1950
- Elecciones municipales de 1950, Coquimbo[3]

### Elecciones municipales de 1953
- Elecciones municipales de 1953, Coquimbo[4]

### Elecciones municipales de 1956
- Elecciones municipales de 1956, Coquimbo[5]

### Elecciones parlamentarias de 1969
- Elecciones parlamentarias de 1969 - Diputados para la 4° Agrupación Departamental (Coquimbo)[6]

### Elecciones parlamentarias de 1973
- Elecciones parlamentarias de 1973 a Senador por la Segunda Agrupación Provincial, Atacama-Coquimbo Período 1973-1981 (Fuente: Dirección del Registro Electoral, domingo 6 de marzo de 1973)